# الملك بورس
كان الملك بورس (بالإنجليزية: Porus)‏،(من بورو، وهي المصطلح المحول إلى اللاتينية من المصطلح اليوناني Πῶρος - بوروس، وأخيرًا من (بالسنسكريتية: पुरुषोत्तम)‏ بوروشوتاما (Purushottama)) ملك بورافا، وهي ولاية قديمة تقع حديثًا ضمن مقاطعة بنجاب الواقعة بين نهر جيلوم ونهر شيناب (باليونانية هيداسبيس (Hydaspes) وآكيسينز (Acesines)) وفي وقتنا الحالي بنجاب وباكستان ولاحقًا ملك السلطنات الممتدة إلى بيز (باليونانية، هايفاسيس (Hyphasis))  حارب بورس الإسكندر الأكبر في معركة هيداسبس عام 326 قبل الميلاد وتعرف هذه الموقعة بأنها واحدة من المعارك الحاسمة في التاريخ.[بحاجة لمصدر] فقد خسر بورس في هذه المعركة ولكن الإسكندر انبهر ببنيته وعزمه على القتال حتى الموت على الرغم من إصابته البالغة التي طالت وجهه والتي كانت تنذر بحتمية الهزيمة فجعله يحكم أرضه والأراضي التابعة له فيما بعد وعلى هذا أصبح بورس حليفًا له.[بحاجة لمصدر] ومن الشائع أن تلك البسالة التي أظهرها بورس وقواته في تلك المعركة أسهمت في دوافع رفض جيوش الإسكندر التوغل في معقل الأراضي الهندية معتقدين بأن بورس لم يكن بنهاية الأمر سوى ملك صغير لمملكة صغيرة مقارنة بما ينتظرهم لاحقًا.

## خلفية الأسرة الحاكمة

### نظريات تعتمد على أصل التسمية

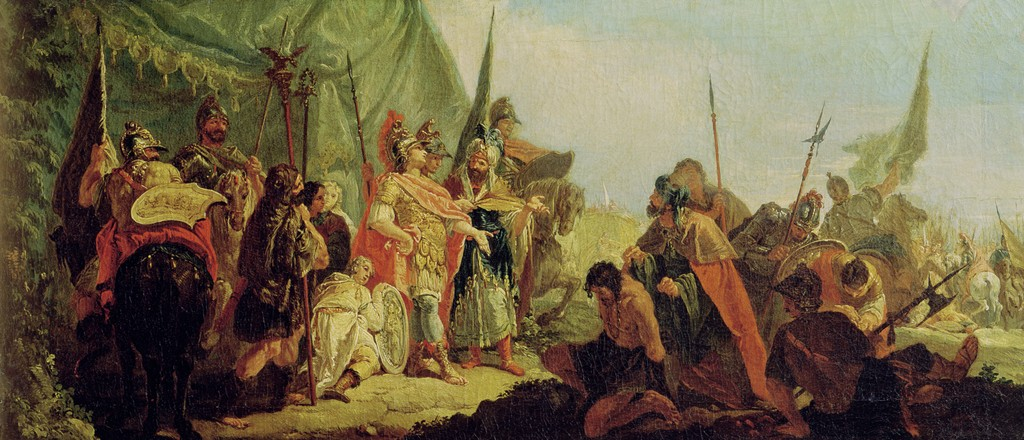
الإسكندر يقبل استسلام بورس

تذكر ريجفدا قبيلة فيدية تسمى بورو. لذا فهناك احتمال قائم بانحدار الملك بورس من قبيلة بورو.[بحاجة لمصدر]
كذلك، هناك معركة الملوك العشرة (dāśarājñá)هي معركة أشير إليها في المندلة السابعة من الريجفدا (الترانيم 18 و33 و83.4-8)، المجموعة الهندية القديمة المقدسة للترانيم السنسكريتية الفيدية. وهي معركة دارت بين الآريين (هنود فيديين) («حرب ضروس»، كما وصفتها المعارف البريطانية في 1911، مقارنة بالروايات الأكثر تكرارًا عن حرب الأريين والداسيوس). وقد دارت أحداث المعركة حينما هبت قبائل البورو متحالفة مع قبائل أخرى من البنجاب بقيادة فيشفاميترا (Vishvamitra) الحكيم الملكي، في مواجهة الملك سوداس (Sudas) ملك قبيلة التراتسو (بهراتا) (Bharata) في معركة ولكن هزمت القبائل كما اشتهر في الترنيمة المثيرة لشاعر سوداس والكاهن فاشيشتا (Vasistha) (ريجفدا 7.18)
كما أن أحد العلماء، وهو بوذا براكاش (Buddha Prakash)، أستاذ التاريخ وتاريخ الهند القديمة، والحضارة وعلم الآثار، ومدير معهد الدراسات الهندية (1964)؛ يذكر في كتابه الحركة السياسية والاجتماعية في دول البنجاب القديمة:
استقر البوريون بين en:أسيكيني (Asikni) وen:باروسني (Parusni)، حينما شنوا هجماتهم على en:الباهرتاس (Bharatas)، وبعد دحرهم المبدأي في en:حرب داسارجنا (Dasarajna)، سرعان ما أعادوا تنظيم صفوفهم وواصلوا التقدم إلى en:نهر يمنا (Yamuna) وen:ساراسفاتي (Sarasvati) ثم اندمجوا لاحقًا مع قوات الباهرتاس، مكثت بعض فسائلهم في البنجاب بينما لعبت إحدى الفسائل دورًا بارزًا في الأحداث التي دارت في ذلك الوقت بدعوة الإسكندر. وربما تمكنوا من النجاة والبقاء على قيد الحياة في البنجاب وسموا بالبوريين، وهي طائفة تنتمي إلى en:كشاترياس (Kshatriyas).

وهناك عالم آخر، وهو دامودار دهارماناند كوسامبي (Damodar Dharmanand Kosambi) (عام 1966) يبدو أيضًا متفقًا مع هذه الرؤية 
لهذه الرؤية داعمون آخرون في هيرمان كولكي (Hermann Kulke) ونافال فيوجي (Naval Viyogi).

### نظريات تعتمد على الرمزية والموقع

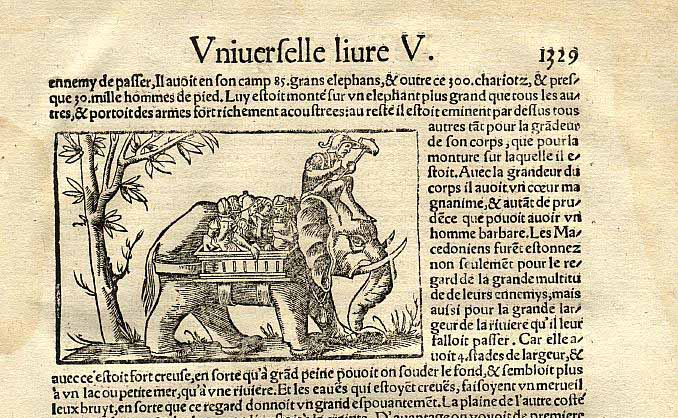
سلاح فرسان الفيلة لدى بورس

يعتقد إيشواري براشاد (Ishwari Prashad) وغيره من مشاهير العلماء في مجمع التاريخ الهندي أن بورس كان شورسايني. وقالوا إن جنود طليعة جيش بورس قد حملوا لافتة كبيرة تحمل صورة هرقل (Herakles) والذي تعرف عليه ميجاسينس (Megasthenes) - الذي انتقل إلى الهند بعدما استبدل بورس بـ تشاندراجوبتا (Chandragupta) - بوضوح بواسطة الشورساينيين في مدينة ماثورا (Mathura). عُرّف هرقل ماجاسينس وآريانوس بواسطة بعض العلماء على أنه حاكم كريشنا (Krishna) وعرفّه آخرون مثل أخيه الأكبر بالديفا (Baldeva)، واللذين كانا آلهة رعاة وأسلاف الشورساينيين. وجد تود وغيره من مشاهير العلماء (إيسواهاري براشاد وغيره) تحت قيادته مزيدًا من الدعم لهذا الاستنتاج المتمثل في حقيقة احتمال هجرة قسم من الشورساينيين غربًا إلى البنجاب وأفغانستان الحديثة من ماثورا ودفراكا (Dvārakā)، بعد انهيار كريشنا (Krishna) وإقامة ممالك جديدة هناك.
كانت العاصمة التي اتخذها بورس تقع بين نهري جيلوم وشيناب في البنجاب. وكان هذا الموقع أيضًا موطنًا للطائفة البنجابية خاتري (Khatri) أو كشاترياس (Kshatriyas) في سنسكريتي (Sanskrit). وسمي فصيل أو طائفة فرعية من خاتري البنجابية «بوري» "Puri" على اسمه. ويدين معظم البوريين بالديانة الهندوسية أو السيخية وقد هاجروا لأجزاء مختلفة من الهند بعد التقسيم في 1947. بعد الرحيل المتسرع للإسكندر من البنجاب مدفوعًا إلى ذلك بإحجام قواته عن المضي قدمًا إلى البنجاب، نصب الملك بورس فيما بعد ملكًا للبنجاب الغربية. ويتهم بعض المؤرخين تشاناكايا (Chanakya) بتدبير مؤامرة لوضع السم للملك بورس. تولى ابنه الحكم لفترة وجيزة ولكن خلفه في نهاية المطاف تشاندراجوبتا ماوريا (Chandragupta Maurya).
هناك نظرية أخرى ولكنها تربط بين هرقل ولورد شيفا  (Lord Shiva)(انظر ميجاسينيس هرقل) (Megasthenes' Herakles).

### تصدي بورس وهرقل (يادوس) للإسكندر

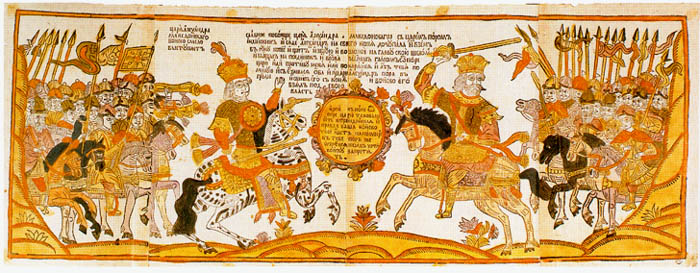
الملك بورس يقاتل الإسكندر في معركة هيداسبس. طباعة لوبوك روسية ترجع لباكر القرن الثامن عشر.

يحتمل أن تكون السلالة البورية هي الموطن الملكي لبورس الذي تصدى للإسكندر. ومن المفهوم عامة أن السلالة البورية هي تلك المنحدرة من الباندافاس (Pandava).

## معرض صور

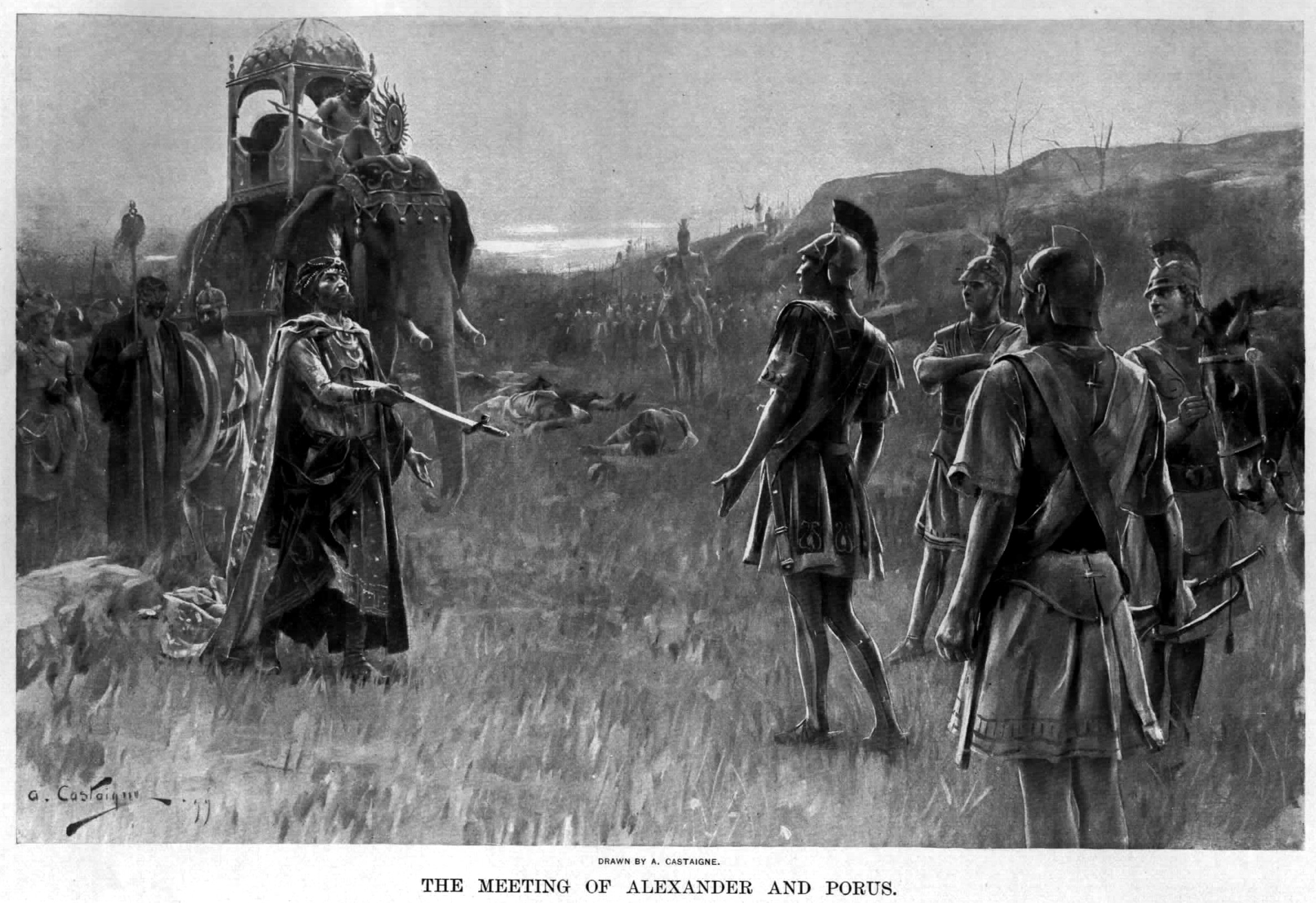
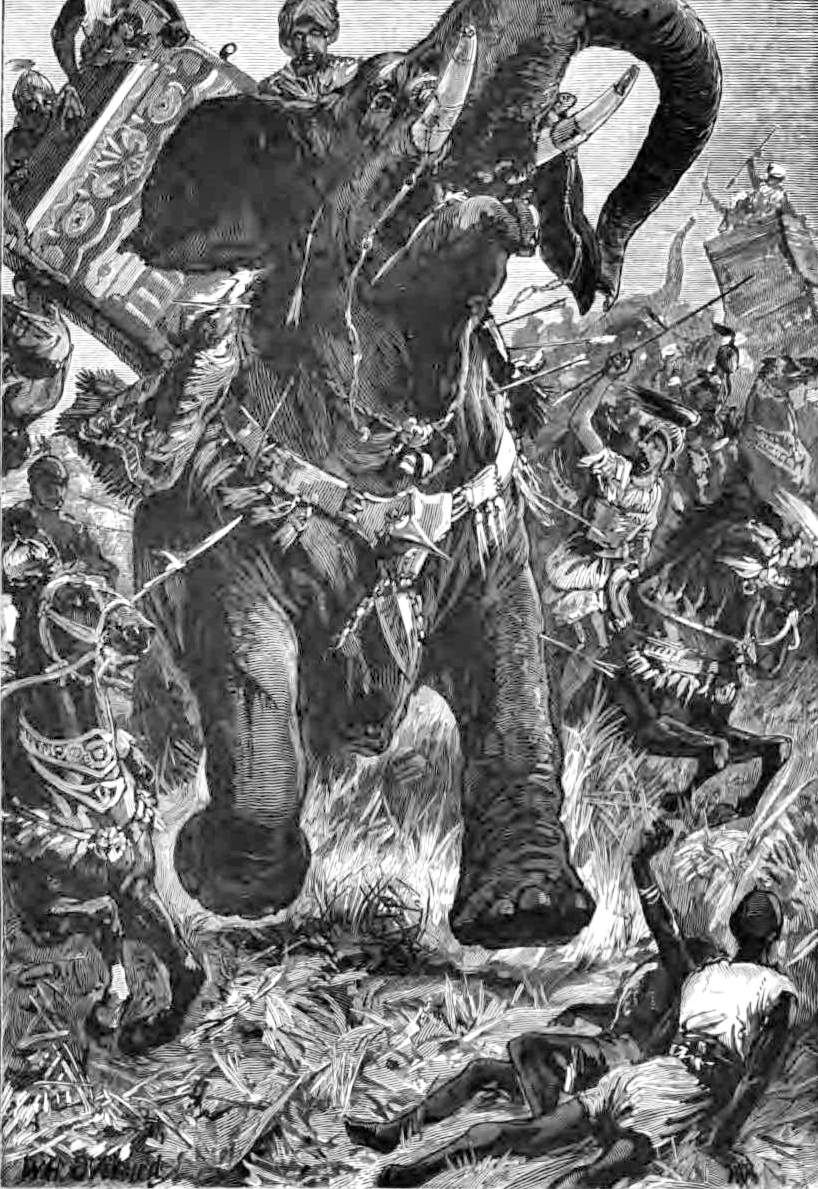
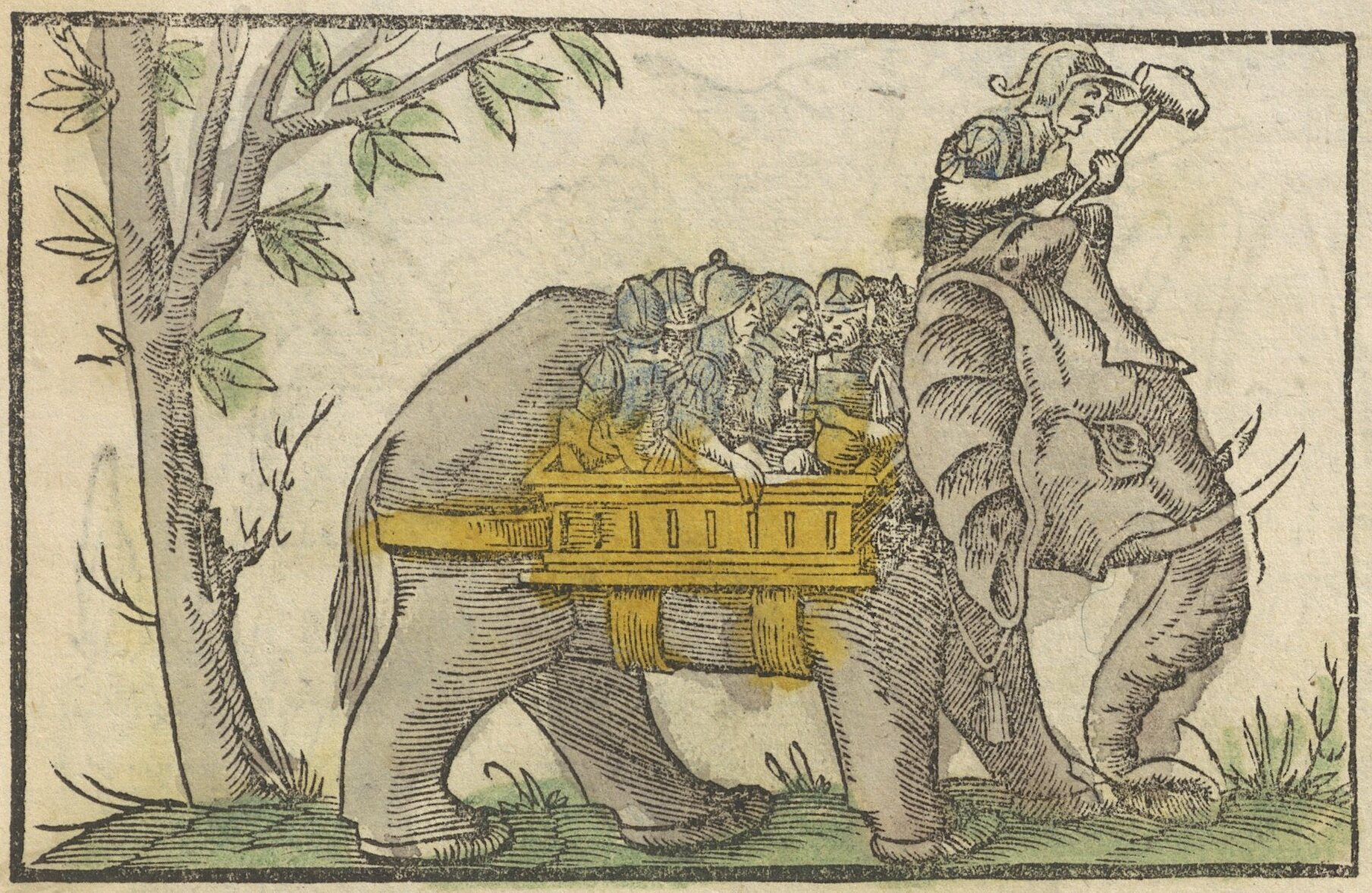

## الكتابات
- آريانوس، The Campaigns of Alexander, book 5.
- History of Porus, Patiala, Dr. Buddha Parkash.
- Lendring, Jona. Alexander de Grote - De ondergang van het Perzische rijk (Alexander the Great. The demise of the Persian empire), Amsterdam: Athenaeum - Polak & Van Gennep, 2004. ISBN 90-253-3144-0
- Holt, Frank L. Alexander the Great and the Mystery of the Elephant Medallions, California: University of California Press, 2003, 217pgs. ISBN 0-520-24483-4
- History of India: (from the earliest times to the fall of the Mughal Empire), Dr. Ishwari Prashad

## وصلات خارجية
- Porus at Livius, by Jona Lendering
- Chisholm, Hugh, ed. (1911). "King Porus" . Encyclopædia Britannica (بالإنجليزية) (11th ed.). Cambridge University Press.